# Arcizans-Avant
Arcizans-Avant – miejscowość i gmina we Francji, w regionie Oksytania, w departamencie Pireneje Wysokie.
Według danych na rok 1990 gminę zamieszkiwało 258 osób, a gęstość zaludnienia wynosiła 17 osób/km² (wśród 3020 gmin regionu Midi-Pireneje Arcizans-Avant plasuje się na 806. miejscu pod względem liczby ludności, natomiast pod względem powierzchni na miejscu 760.).